# Felisberto de Oliveira Freire
Felisberto de Oliveira Freire, primeiro e único barão de Laranjeiras, (Sergipe, 12 de maio de 1819 – ?, 20 de janeiro de 1889) foi um tenente-coronel brasileiro.
Filho do tenente-coronel Luís Francisco Freire e de Adriana Francisca Freire. Casou-se com Maria Cândida de Sousa Bastos, baronesa de Laranjeiras. Foi proprietário dos engenhos do Belém, Piabussu e Roma, todos localizados no  município de São Cristóvão-SE, às margens do rio Vaza-barris.
Título concedido por decreto de D. Pedro II, de 29 de fevereiro de 1872. Título de provável origem toponímica, referente à cidade sergipana de Laranjeiras.